# Caserne des Mousquetaires-Noirs
La caserne des Mousquetaires-Noirs est une ancienne caserne située au no 26 rue de Charenton, dans le 12e arrondissement de Paris. Construite au commencement du XVIIIe siècle, elle hébergeait la seconde compagnie des Mousquetaires du roi. Après la suppression de la compagnie en 1775, l'hôpital des Quinze-Vingts y est transféré en 1780,, et occupe toujours le site.
Il ne reste aujourd'hui de la caserne originelle que le pavillon d'entrée, la chapelle et quelques bâtiments élevés près de celle-ci pour servir d'auberge aux Mousquetaires.

## Historique

### Le besoin d'une caserne
Dès leur création, les Mousquetaires du roi, membres de sa Maison militaire, étaient logés à Paris.  
Louis XIV rassembla en 1668 les Mousquetaires de la deuxième compagnie dans le faubourg Saint-Antoine, faisant porter la charge de leur logement aux bourgeois du quartier. Les maisons désignées par le bureau de la ville de Paris, devaient alors accueillir deux Mousquetaires et leurs valets. Dès la fin des années 1660, les chevaux de la compagnie furent regroupés dans une grange de Reuilly.
Le logement chez l'habitant, très impopulaire, présentait en outre de nombreux inconvénients pour le service, puisque les Mousquetaires vivaient éparpillés dans le faubourg et séparés de leurs chevaux, et ne disposaient pas d'espace pour leurs rassemblements et leurs entraînements.
Ainsi, dès 1671, le roi ordonna la construction dans le faubourg Saint-Antoine d'une caserne pour la seconde compagnie de ses Mousquetaires.

### Construction
Construite entre 1699 et 1701 par Robert de Cotte et Jean Beausire, elle accueillait la deuxième compagnie de Mousquetaires du roi, dont le surnom provenait de la robe de leurs chevaux afin de les distinguer avec la première compagnie (mousquetaires gris).
Gilbert du Motier de La Fayette, marquis connu pour son rôle dans la guerre d'indépendance des États-Unis, y aurait fait son apprentissage militaire, ainsi qu'à Versailles, entre l'âge de 12 ans et 17 ans.
La compagnie des mousquetaires noirs fut supprimée en 1775[réf. nécessaire]. Le cardinal de Rohan y transféra en 1779 l'Hôpital des Quinze-Vingts.
Une grande partie de la caserne a été détruite. Les éléments subsistants (la conciergerie ; le chœur, l'abside et les deux travées droites de la chapelle Saint-Rémy) sont inscrits au titre des Monuments historiques par arrêté du 26 décembre 1976.

## Description[3]

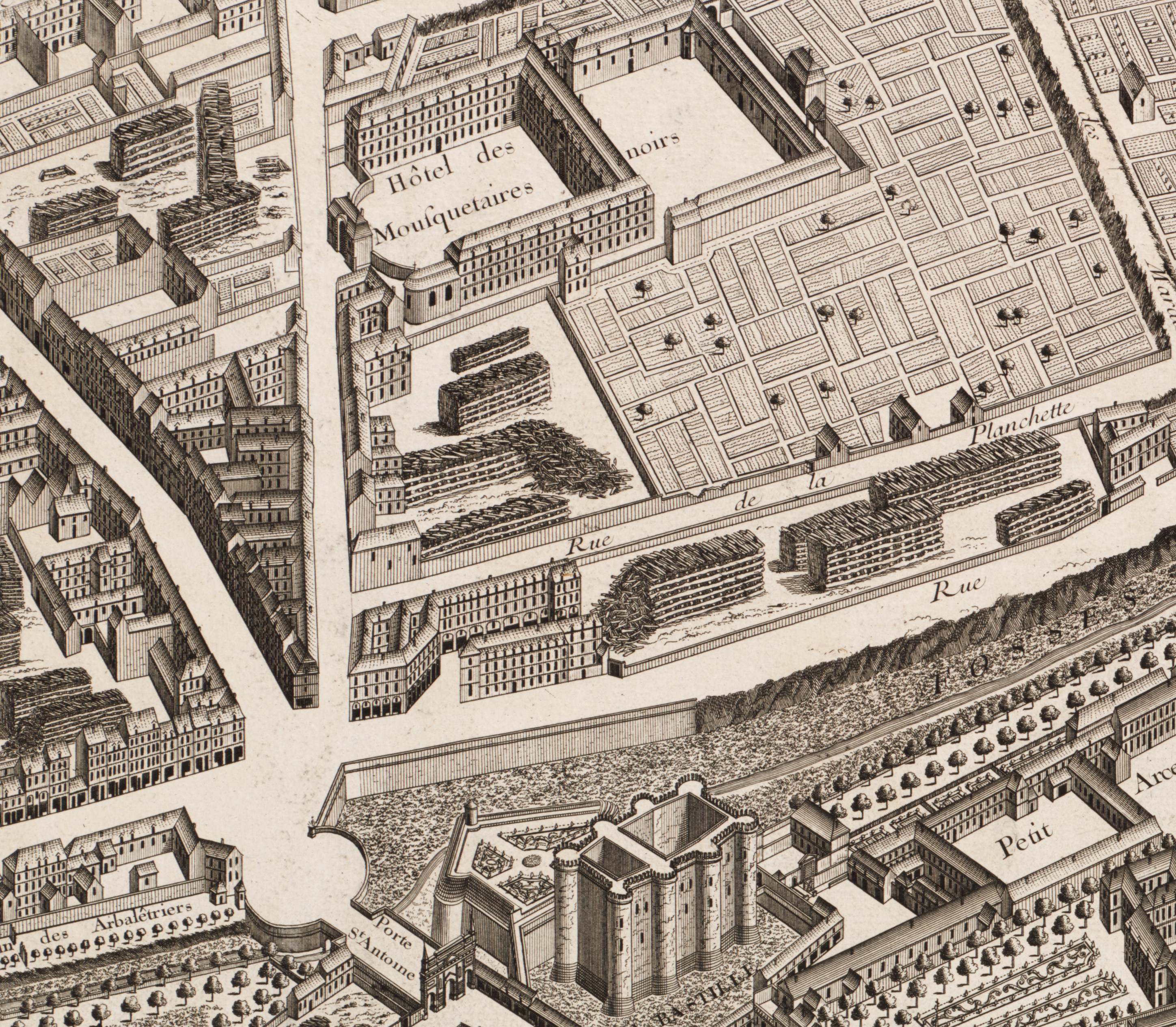
Hôtel des Mousquetaires noirs, sur le plan de Turgot (1739).

Les bâtiments de l'hôtel des Mousquetaires noirs, entourés d'un mur d'enceinte, s'organisaient autour de deux cours. La première était bordée de trois côtés par les logis des Mousquetaires, et fermée sur son dernier côté par un mur hémisphérique percé par le pavillon d'entrée, qui donnait sur la rue de Charenton.
Comprenant un rez-de-chaussée, deux étages et un grenier sous les toits, les trois corps de logis abritaient plus de 300 chambres. Hormis les officiers, logés dans le corps central, les Mousquetaires dormaient à deux par chambre, située à côté de celle de leurs valets respectifs. Les murs d'enceinte étaient flanqués de latrines au niveau des deux corps de logis latéraux. Le corps de logis ouest était prolongé d'une chapelle, à l'abside tournée vers la rue de Charenton.
Un passage dans le corps de logis central permettait d'accéder à la deuxième cour, entourée sur ses trois autres côtés par les écuries. Composées uniquement d'un rez-de-chaussée et d'un grenier pour l'avoine et le fourrage, elles permettaient d'accueillir 300 chevaux, logés en stalles.
Chacune des deux ailes était prolongée par un logement : l'un pour le sellier, l'autre pour l'armurier. 
Derrière le corps central des écuries, une dernière cour, dite cour des fumiers, très étroite, servait à entreposer le fumier avant son évacuation. Elle n'était entourée que du mur d'enceinte, flanqué au milieu du logement  du maréchal-ferrant.